# Let It Be (album The Beatles)
| Recensione         | Giudizio |
| ------------------ | -------- |
| AllMusic           | [ 1 ]    |
| Ondarock           |          |
| ConsequenceOfSound | C+       |
| Pitchfork          | [ 9 ]    |
| Piero Scaruffi     | [ 10 ]   |

Let It Be è il dodicesimo album in studio del gruppo musicale britannico The Beatles (tredicesimo considerando anche l'album Magical Mistery Tour, in origine pubblicato come LP solo negli USA e come EP in UK). Pubblicato l'8 maggio del 1970, il disco vide la luce dopo che, il precedente 10 aprile, il gruppo aveva ufficializzato il proprio scioglimento. Registrato pressoché in presa diretta tra il 2 e il 31 gennaio 1969 negli studi di Twickenham e di Savile Row, nel mese di marzo del 1970 l'album venne affidato al produttore Phil Spector che ne curò il missaggio e che, con l’aggiunta di cori e di arrangiamenti orchestrali, ne modificò in alcune parti il risultato finale. La rivista Rolling Stone lo ha inserito nel 2020 al 342º posto della lista dei 500 migliori album.

## Storia
Benché registrato per la quasi totalità in sessioni precedenti a quelle di Abbey Road, loro ultimo album pubblicato nel 1969, Let It Be venne distribuito solo successivamente, nel 1970.
Lo spunto originario risale al 45 giri Hey Jude/Revolution e al relativo videoclip promozionale girato il 4 settembre 1968 per la regia di Michael Lindsay-Hogg negli studi di posa di Twickenham; in quella circostanza il gruppo avrebbe dovuto suonare davanti a un numero limitato di invitati selezionati, ma il passaparola fece radunare un pubblico molto più numeroso del previsto che si assiepò quasi a contatto con i musicisti mentre questi venivano ripresi durante le esecuzioni di prova di Hey Jude. Questa situazione risvegliò nel gruppo l'entusiasmo per le esibizioni dal vivo e il desiderio di esibirsi di nuovo in un concerto. Il progetto, inizialmente concepito con il titolo Get Back, venne ideato da Paul McCartney come un recupero di quell'impronta rock e dell'approccio live che li aveva caratterizzati all'inizio della loro carriera: un “ritorno alle origini”, e non solo sotto il profilo musicale.
L'idea di fondo era che, al pari del primo disco, Please Please Me, registrato in un'unica seduta di dodici ore nel 1962, il gruppo dovessero abbandonare le strumentazioni elettroniche e le sovraincisioni a vantaggio delle registrazioni in presa diretta.

### Le sessioni di registrazione
Così, come nelle intenzioni di Paul McCartney, nel corso delle sessioni di registrazione tra il 2 e il 31 gennaio 1969 negli studi di Twickenham prima, e di Savile Row dopo, i Beatles si raccolsero nel tentativo di tornare all'attitudine rock'n'roll del loro esordio.
Nel corso delle prove, quello che doveva essere l'evento live conclusivo, scartate le proposte di un concerto in un teatro romano in Africa o di uno show su una nave nel Mediterraneo per l'opposizione di George Harrison (contrario a concerti dal vivo) e di Ringo Starr (che non ne volle sapere di lasciare l'Inghilterra per l'Africa a causa delle sue intolleranze alimentari), si trasformò in una performance tenutasi il 30 gennaio 1969 sul tetto dell'edificio di Savile Row, sede della Apple, etichetta di proprietà degli stessi Beatles.
L'intero mese di prove venne registrato da due telecamere che avrebbero dovuto filmare ininterrottamente il processo creativo della band. Tali registrazioni sono illuminanti in merito allo stato di malessere interno al gruppo. Fra l'altro si nota infatti come George Harrison provasse forte disagio nel non vedere seriamente prese in considerazione le sue composizioni e il suo apporto al punto da meditare di formare un gruppo tutto suo con Eric Clapton; Paul McCartney riteneva di dover comunque andare avanti e scongiurare la rottura definitiva proponendosi quale guida della formazione.
Nel corso delle prove, Harrison abbandonò momentaneamente il gruppo in seguito a una discussione con McCartney; la ripresa del progetto fu possibile soltanto alla condizione che si spostassero le sessioni dagli angusti studi cinematografici di Twickenham a quelli più sereni di Savile Row oltre all'abbandono di qualsiasi progetto di show dal vivo; alla fine Harrison cedette tuttavia al concerto sul tetto.
Contemporaneamente si aggiunse ai quattro il tastierista jazz Billy Preston che il gruppo aveva conosciuto nei primi anni sessanta ad Amburgo. Fu lo stesso Harrison a coinvolgerlo, in parte per scongiurare i litigi che continuavano a esserci all'interno della band ma anche per ragioni prettamente tecniche: la decisione di evitare sovra-incisioni richiedeva spesso di avere un altro strumentista: l'apporto di Preston servì a rasserenare gli animi e a rimandare la rottura definitiva del gruppo.
La copertina che si intendeva usare per il progetto Get Back fu scattata nello stesso luogo (il palazzo della EMI) dove era stata presa quella del loro primo album, Please Please Me. La foto, assieme a una foto alternativa del 1962, apparve poi nella copertina delle due raccolte L'album blu e L'album rosso.
Parte delle Get Back sessions (chiamate anche Let It Be Sessions) vennero in seguito messe in circolazione tra i collezionisti e divennero la maggiore fonte di materiale per i bootleg sui Beatles. Nel 2000, la Yellow Dog Records, etichetta discografica specializzata in bootleg, ha pubblicato Day by Day, una serie di 38 CD che contengono tutte le registrazioni integrali effettuate durante quelle sessioni.

### La pubblicazione

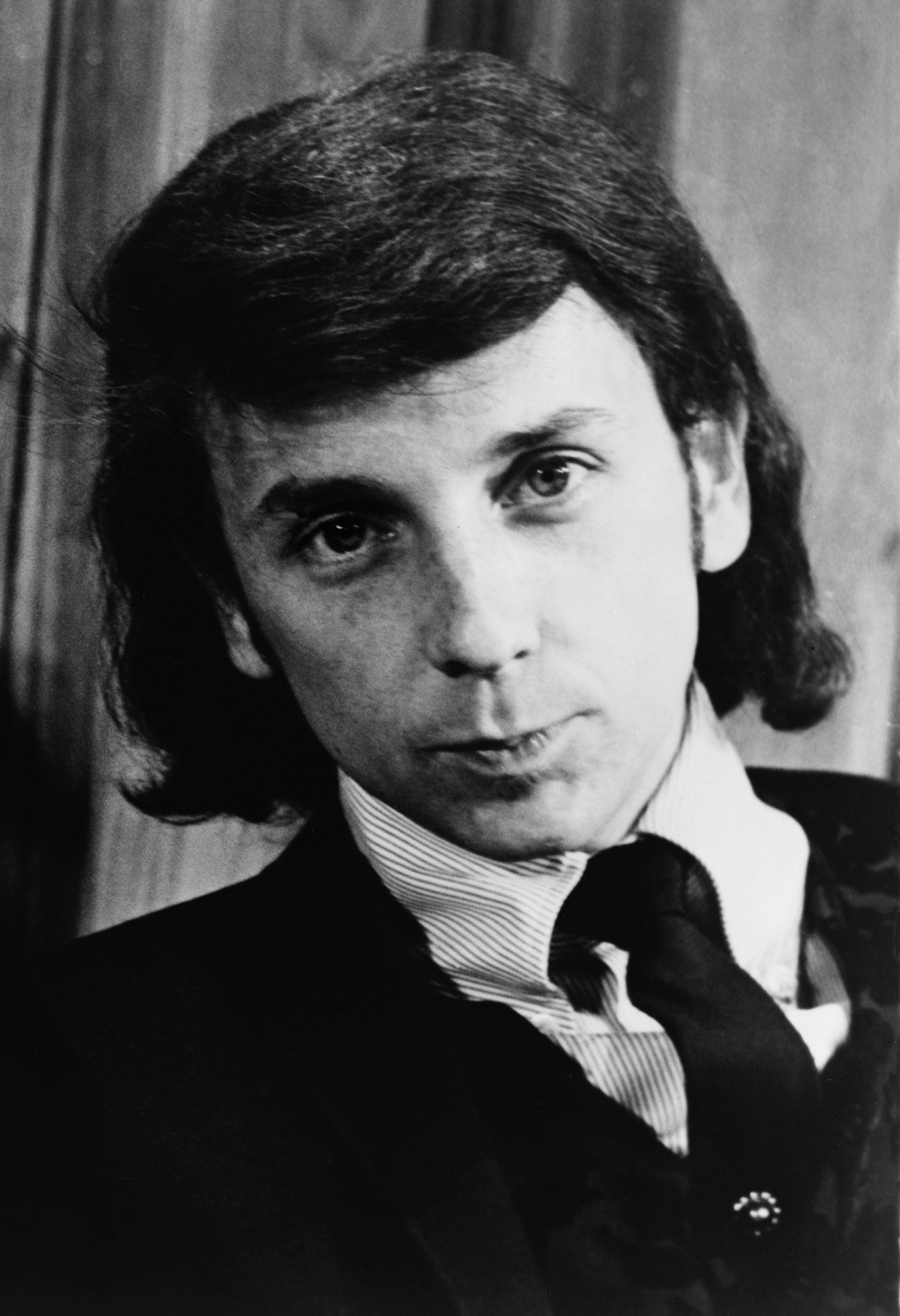
Il produttore Phil Spector

Una volta registrati tutti i nuovi pezzi, i Beatles, insoddisfatti del risultato, nei primi giorni di marzo lasciarono il missaggio delle tracce all'ingegnere della EMI Glyn Johns, che il 28 maggio presentò un acetato al gruppo che, ormai disinteressato al progetto, lasciò cadere la proposta; successivamente le registrazioni furono affidate al produttore statunitense Phil Spector, conosciuto per il suo "muro del suono", che decise di applicare i suoi metodi, con una postproduzione accentuata. Questo fu causa dell'ennesimo litigio in seno al gruppo: McCartney vide infatti pubblicato il disco con alcuni suoi brani stravolti (soprattutto The Long and Winding Road che fu modificata da Spector con l'aggiunta di violini e cori celestiali), mandandolo su tutte le furie (anche se McCartney in seguito usò un arrangiamento simile nelle versioni in concerto del brano). L'album fu comunque pubblicato l'8 maggio 1970, quando oramai il gruppo si era ufficialmente sciolto. Il disco, in edizione de luxe, venne abbinato a un lussuoso volume con testi e foto di Ethan Russel.
Il 18 novembre 2003 venne pubblicata una versione remixata dell'album intitolata Let It Be... Naked contenente anche brani inediti. Nelle intenzioni di Paul McCartney avrebbe dovuto essere più congruente col progetto iniziale. Oltre a missaggi diversi dei vari brani, sono state eliminate Dig It e Maggie Mae, e aggiunta al loro posto Don't Let Me Down.
Il 15 ottobre 2021 la Apple Records ha pubblicato una nuova versione stereo remixata dell'album nel cofanetto box set Let It Be: 50th Anniversary Edition, ad opera di Giles Martin, il figlio del produttore dei Beatles George Martin.

## Brani

### Two of Us

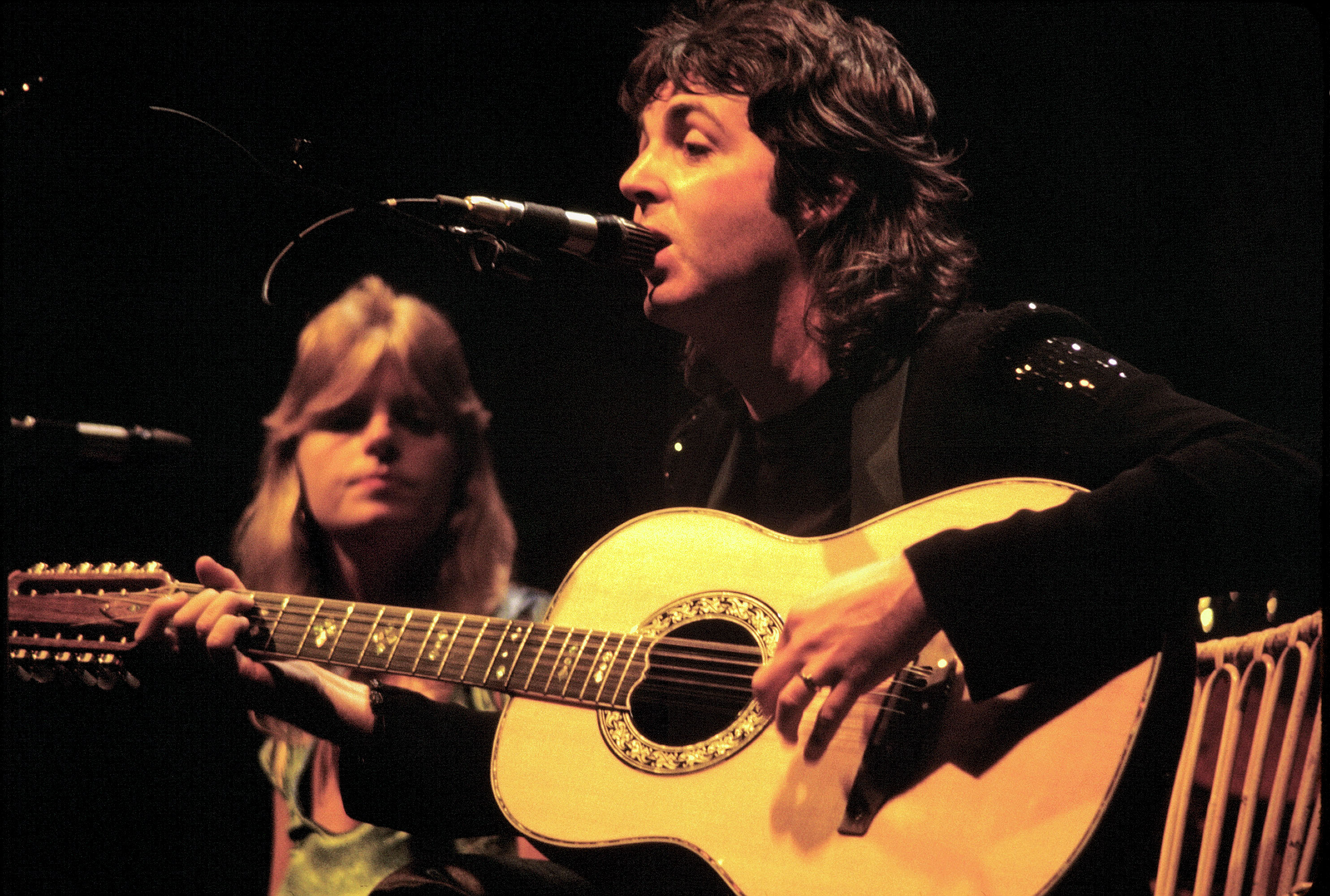
Linda Eastman e Paul McCartney, 1976

Dalle atmosfere che echeggiano nel brano sembrerebbe che John e Paul, entrambi alla chitarra acustica e in duetto vocale, avessero riguadagnato una nuova armonia, pronti a salpare per i momenti adolescenziali della Liverpool di quindici anni prima. Mark Hertsgaard sostiene plausibilmente che alcuni passaggi del testo richiamerebbero le esperienze vissute assieme dai due musicisti. I “due” delle liriche sono invece Paul e Linda Eastman. È proprio lei a confermarlo, aggiungendo che la composizione fu scritta da Paul in macchina, in un pomeriggio di relax in cui si erano lasciati alle spalle i ritmi londinesi per tuffarsi nella natura.
L'esecuzione, titolata On Our Way Home durante il lavoro di incisione in studio, venne eseguita nello stile degli Everly Brothers e registrata nelle giornate del 24, 25 e 31 gennaio. Introdotto dalla voce di John che annuncia: “‘I Dig a Pygmy’, by Charles Hawtrey and the Deaf Aids… Phase One, in which Doris gets her oats!”, il nastro finale è, rispetto ai primi tentativi, più incisivo e convinto nelle voci e nelle percussioni di Ringo e non risulta avere sovraincisioni, rispettando con ciò l'accordo iniziale proposto congiuntamente da Paul e John secondo cui, a differenza del passato, il nuovo album avrebbe dovuto essere “onesto” e senza “trucchi sonori”, un ritorno alle loro origini di gruppo di rock'n'roll.
Col titolo originario On Our Way Home, il brano, destinato a essere lanciato come singolo su etichetta Apple, fu prodotto da Paul McCartney e a eseguirlo fu il trio Mortimer che Peter Asher aveva scoperto a New York. Per motivi sconosciuti il progetto non venne mai realizzato.

### Dig a Pony
Il testo di Dig a Pony è di John, che lo modificò continuamente man mano che le registrazioni procedevano (anche il titolo originariamente era All I Want Is You), e la cui versione finale fu quella registrata nella performance sulla terrazza del fabbricato di Savile Row che ospitava gli studi della Apple. Come in altre circostanze precedenti, l'autore manifestò l'insoddisfazione per il proprio brano definendolo «altra spazzatura».

### Across the Universe

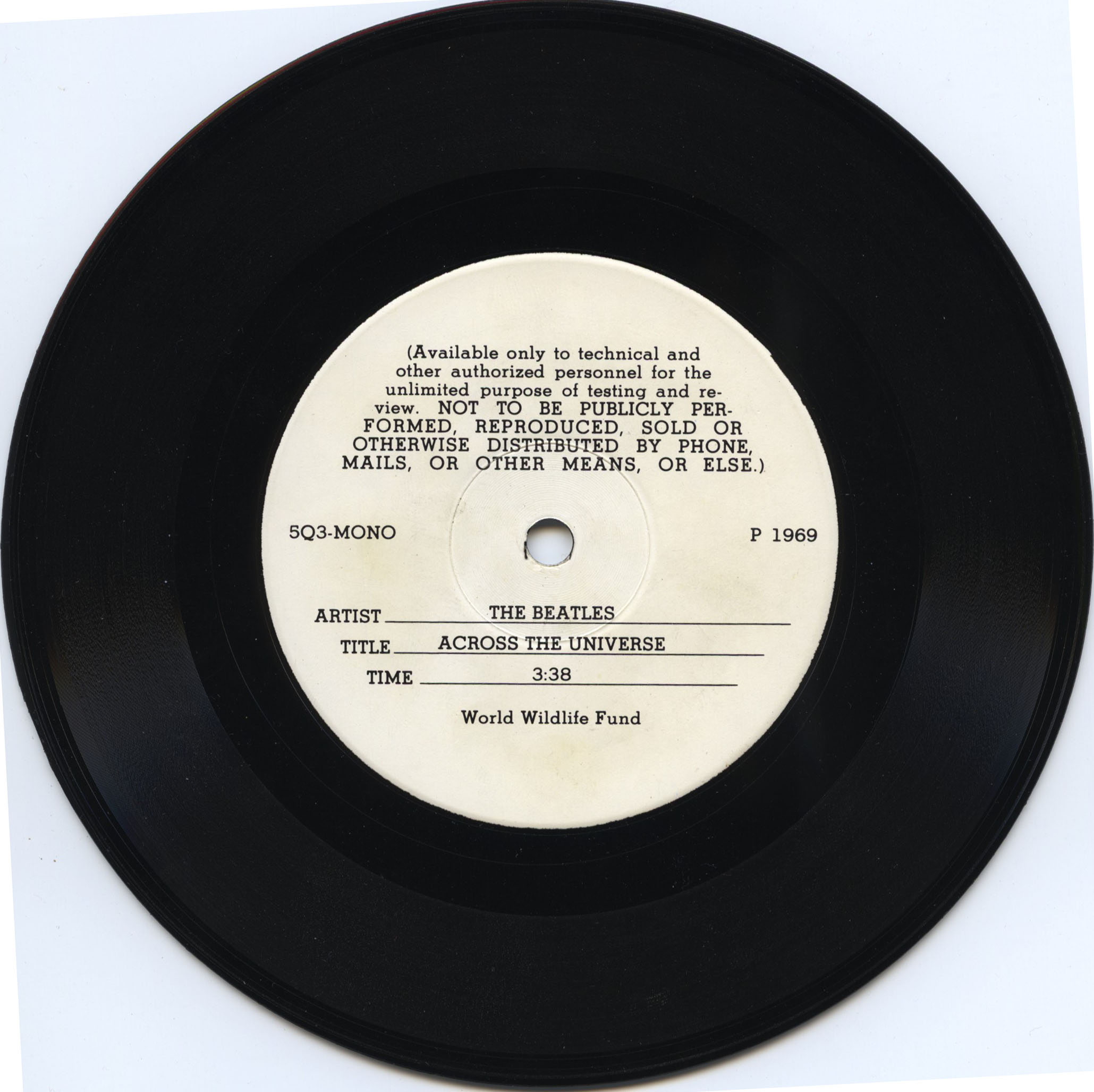
Il disco nella versione per il WWF

Il brano era stato composto da Lennon e registrato nel febbraio del 1968. L'autore sperava di poterlo pubblicare come singolo, ma gli fu preferita Lady Madonna di Paul, e il nastro di Across the Universe venne archiviato e più tardi offerto per un disco di beneficenza del WWF.
Il pezzo sgorga come altri nella casa di John a Kenwood, in un momento fra veglia e sonno e dopo l'ennesimo episodio di tensione con la moglie Cynthia. È Lennon a ricordare che in quegli istanti si era lasciato trasportare da un flusso di parole formato da un metro straordinario e irripetibile che lo costrinse ad alzarsi e a scendere al piano inferiore così da fissarlo per iscritto. Rifacendosi alle recenti esperienze con la meditazione trascendentale, al testo aggiunse l'espressione ”Jai Guru Dev” (“lunga vita al guru Dev”), frase che nell'incontrarsi i discepoli del Maharishi usavano come saluto in ossequio a Dev, lo swami del guru.
La tormentata storia del brano si prolungò per più di due anni. Il 4 febbraio 1968 venne incisa la base e gli strumenti furono soggetti a trattamenti sonori, poi il nastro elaborato da tagli e cuciti fu pronto per essere sovrainciso da parti vocali e venne fuori un pezzo «di grande bellezza». Si scoprì però che erano necessarie voci femminili e per questo si reclutarono due giovani fan, Gayleen Pease e la brasiliana Lizzie Bravo, per coprire le parti nella strofa “Nothing's gonna change my world”. L'8 dello stesso mese John volle riempire alcuni passaggi con un mellotron, ma insoddisfatto del risultato passò l'incarico a George Martin col suo piano. Tuttavia entrambe le versioni strumentali risultarono deludenti e si ricorse a una chitarra suonata da John, e l'autore, non ancora del tutto convinto, decise di riporre Across the Universe in attesa di tempi diversi, lasciando il campo a Lady Madonna e The Inner Light quali lato A e B del singolo in uscita. Dopo diversi mesi di decantazione, il nastro fu ripreso per essere inserito nell'album in via di assemblaggio. Il 2 ottobre 1969, sotto la supervisione di George Martin, negli studi di Abbey Road il pezzo fu condito da effetti sonori di uccelli che cinguettano e di insetti ronzanti, e il nastro venne accelerato. Tre mesi dopo, il tecnico Glyn Johns rimaneggiò il brano e volendolo fare apparire in tono con l'atmosfera delle altre incisioni di Get Back ne eliminò le parti corali femminili e quelle dei Beatles stessi, e rimosse anche gli effetti sonori. La versione finale che trova posto nel disco Let It Be è opera di Phil Spector, che il 1º aprile – assieme ai cori – sovraincise archi, ottoni e batteria, suonati da un totale di cinquanta strumentisti.
Su Across the Universe il giudizio della critica si divide. Per Womack «è senza dubbio la più autentica e sentita rappresentazione della loro arte». Lewisohn lo ritiene «un brano bello, meditabondo e filosofico», una «superba prova canora». Viceversa, Ian MacDonald parla dell'autore con «le sue amorfe pretese e l'indolente melodia [che] sono fin troppo evidentemente il frutto di una grandiosità indotta dall'acido e ammorbidita solo dallo sfinimento.» E così conclude caustico: «Finché era stato un Beatle, Lennon raramente aveva peccato di tediosità. Con questo brano, fece un'indesiderata eccezione». Va precisato che Lewisohn si riferisce alla versione originaria del febbraio 1968, mentre il parere di «scipita apatia della canzone» formulato da MacDonald è relativo al prodotto finito che costituisce la terza traccia dell'album pubblicato.

### I Me Mine

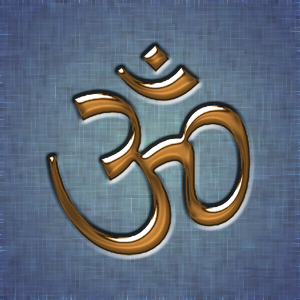
Il simbolo dell'OM

Melodia a tempo di valzer ispirata da una fanfara austriaca trasmessa per televisione, ha un titolo apparentemente nonsense ma che invece racchiude uno dei capisaldi della filosofia indiana con la quale George Harrison acquisiva sempre maggiore familiarità. L'individualismo – ciò che “io” ho, che appartiene a “me”, che è “mio” – impedisce di raggiungere la coscienza cosmica in cui non c'è “ego”.
Fu in ordine cronologico l'ultimo brano dei Beatles sul quale i tecnici lavorarono al montaggio in studio. Il 3 gennaio 1970 (Let It Be perciò include materiale inciso nell'arco temporale di due anni) la registrazione del nastro 16 fu decretata la migliore e su di essa si sovraincisero piano e chitarra (entrambi elettrici), voci, un organo e un'altra chitarra. Il 2 aprile – dopo l'aggiunta di archi e cori del giorno precedente – Spector duplicò una sezione di 50 secondi all'interno della traccia, per portarla alla durata di 2:25.

### Dig It
Costituisce il frammento di una lunga jam session basata sui tre accordi di un giro armonico classico e in cui Lennon improvvisa il testo accostando insieme libere associazioni di idee.
Registrata in due date, l'incisione del 24 gennaio 1969, pesantemente elettrificata, venne messa da parte e di essa giunge a noi solo la vocina infantile di John che annuncia “That was 'Can You Dig It', by Georgie Wood. And now we'd like to do 'Hark the Angels Come'”(“Questo era 'Can You Dig It', di Georgie Wood. Adesso vorremmo suonare 'Hark the Angels Come'”), frase montata in coda per collegare il pezzo alla successiva Let It Be. Fra i vocalizzi di sottofondo registrati due giorni dopo e a cui collabora anche Heather, la figlia di sei anni di Linda Eastman, sull'onda di un omaggio di Lennon nei confronti di Bob Dylan (Like a Rolling Stone) si colgono in primo piano alcuni acronimi e nomi snocciolati senza alcun legame logico: FBI, CIA, BBC, B.B. King, Doris Day e Matt Busby, storico allenatore del Manchester United dal 1945.

### Let It Be
Ritenuto all'uscita un inno alla religione per via del titolo, dell'invocazione a ”Mother Mary” (identificata con la Vergine Maria), della struttura gospel e degli accordi dell'organo di Billy Preston, è nella realtà la rievocazione da parte di Paul – così come aveva fatto Lennon in Julia del White Album – della propria madre morta quando l'autore aveva quattordici anni. Paul stesso ricorda che, in quel periodo molto difficile sotto il profilo emotivo e professionale, una notte fece un sogno rasserenante in cui si incontrava con la madre Mary Mohin.
Le registrazioni del pezzo vennero effettuate il 25 e il 31 gennaio 1969, e risultò essere il migliore il nastro 25, su cui si effettuarono alcune sovraincisioni. Il pezzo fu poi ripreso il 30 aprile negli studi di Abbey Road, e in quella seduta George vi sovraincise l'assolo di chitarra. Dopo otto mesi, il 4 gennaio 1970 Let It Be venne registrata nuovamente e furono sovraincisi fiati e archi (mixati bassi e perciò non facilmente percepibili nella versione del singolo) mentre, per la variante dell'album, l'assolo di chitarra del 30 aprile (che sarebbe rimasto per il singolo) sarebbe stato sostituito dalla linea di George incisa a gennaio. Quella seduta fu l'ultima esperienza musicale dei Beatles come gruppo in uno studio di registrazione.

### Maggie Mae
Maggie Mae (altrove la versione ortografica è Maggie May) era un motivo tradizionale che apparteneva alla storia marinaresca del porto di Liverpool fino dall'epoca dei vascelli a vela, quando Lime Street era piena di pub e brulicava di prostitute e una di queste, Maggie May, era divenuta leggendaria e non solo nella zona portuale. La melodia discendeva da Darling Nellie Gray, una minstrel song scritta a metà del XIX secolo dal compositore statunitense Benjamin Russell Hanby, e che nel 1957 il gruppo skiffle The Vipers aveva ripreso e interpretato nella versione meglio conosciuta da Lennon e McCartney. I Beatles avevano recuperato questo frammento di memoria collettiva della città all'inizio della loro carriera musicale, eseguendolo nella fase del riscaldamento delle loro prime performance dal vivo.
Nell'album appare una sezione di circa quaranta secondi del brano, inciso d'un fiato il 24 gennaio 1969. La composizione risulta accreditata a tutti e quattro i Beatles e, fra coretti e una breve linea di chitarra, il pezzo chiude il lato A del disco.

### I've Got a Feeling
L'intelaiatura di questo brano basato principalmente su due accordi è speculare a quella di A Day in the Life. Così come il capolavoro di Sgt Pepper è formato dalle parti iniziale e finale di John che racchiudono la sezione mediana di Paul, in I've Got a Feeling la struttura portante è di McCartney, di Paul sono la prima e l'ultima parte, e nel segmento centrale si incastra Everybody Got a Hard Year, che Lennon aveva così titolato in relazione alle sue ultime spiacevoli vicende personali: nell'arco di una quarantina di giorni dei mesi di ottobre e novembre 1968 Lennon era stato arrestato e imprigionato per possesso di droga, aveva divorziato ufficialmente da Cynthia Powell, e Yoko Ono, incinta di John, in avanzato stato di gravidanza aveva sofferto un aborto spontaneo.
Come per altri brani destinati all'album Get Back (progetto poi accantonato), l'inizio delle registrazioni va fatto risalire al 22 gennaio 1969. Ripreso in studio il 24, 27 e 28, il brano fu prodotto live in due versioni il 30 gennaio – giorno del Rooftop Concert – e il mixaggio per la versione definitiva venne effettuato il successivo 5 febbraio.

### One After 909
Rock ruvido e folgorante, si avvale di una prestazione del duo vocale Lennon/McCartney ritornato alla grinta degli anni amburghesi. The One After 909 (talvolta indicato come One After 909) era stato scritto nel 1957 da Lennon e McCartney (anche se era opera principalmente di John) sotto l'influsso del rock'n'roll di Chuck Berry ed era entrato a far parte del repertorio live dei Quarry Men prima e successivamente dei Beatles fino al 1962. Registrato il 5 marzo 1963, questo pezzo che si ispirava alle railroad songs importate da oltreoceano e filtrate da artisti britannici – fra le quali Rock Island Line di Lonnie Donegan o Freight Train del Chas McDevitt Skiffle Group – pareva destinato a diventare il terzo singolo del gruppo, ma le registrazioni non furono giudicate soddisfacenti e il brano non adatto alla pubblicazione, e per questo motivo venne accantonato. Dopo altri sei anni di abbandono, The One After 909 fu ripescato e registrato dapprima in sala d'incisione il 28 e 29 gennaio 1969 e il giorno successivo nel Rooftop Concert, con una coda di John che beffardamente chiude il pezzo accennando le note iniziali di Danny Boy, una canzone eseguita fra gli altri da Conway Twitty nel 1959.

### The Long and Winding Road

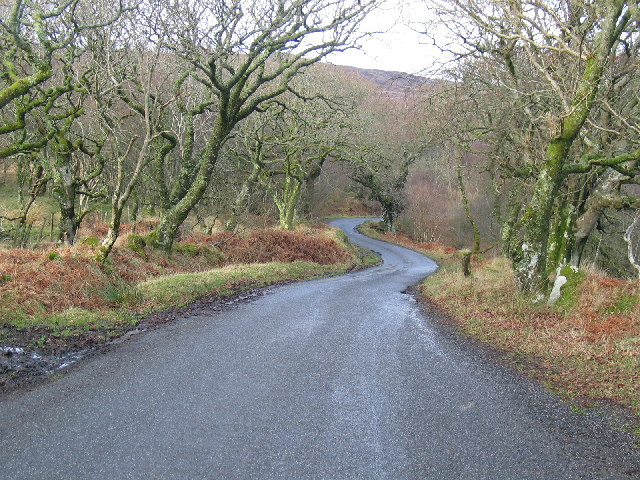
Tratto della B842

Ballata intensa, delicata e dolente in stile McCartney, offerta in una prima versione limpida (ancorché non priva di errori) del 26 gennaio 1969 nella quale le pesanti e zuccherose sovraincisioni successive erano qui rese dal lavoro pianistico di Preston, si ispira alla B842, strada tortuosa che serpeggia per venticinque chilometri lungo la costa orientale della penisola di Kintyre e che l'autore percorreva per raggiungere la sua fattoria.
La canzone ebbe una storia tempestosa e costituì l'elemento scatenante che portò allo scioglimento del gruppo. Negli ultimissimi giorni di mixaggi e montaggi, il produttore Phil Spector decise, senza consultarsi con McCartney, di condire pesantemente l'originaria traccia con cori e abbondanza di archi. Il lavoro di Spector in studio risultò dubbio persino a un carattere docile e bonario come quello di Ringo Starr, l'unico Beatle presente in sala, che prese da parte uno Spector nevrastenico e lo calmò dicendogli: «[I tecnici] stanno facendo meglio che possono. Sta buono e calmati». Anche Brian Gibson, ingegnere tecnico quel giorno, affermò perplesso in seguito: «In The Long and Winding Road, [Spector] voleva sovraincidere orchestra e coro ma non c'erano abbastanza piste libere sul nastro, così eliminò una delle parti di voce di Paul per poterci infilare l'orchestra».
Venuto a sapere del rimaneggiamento, un furibondo Paul McCartney prima cercò senza riuscirci di bloccare tutto e poi, in quell'atmosfera pesante di incomprensioni, litigi, rancori e piccole vendette venutasi lentamente a maturare, dichiarò di considerare sciolto il sodalizio con gli altri tre Beatles.

### For You Blue
Canzone blues di struttura classica ma scorrevole e distesa, è dedicata da George a Pattie Boyd e in essa Harrison, alla chitarra acustica, approfitta per rendere omaggio a Elmore James, chitarrista blues americano, citandolo durante l'assolo di Lennon alla slide guitar.
George's Blues, titolo originale di For You Blues che alla fine diventò For You Blue, venne registrata in una sola giornata, il 25 gennaio 1969. La leggerezza del pezzo è confermata dall'autore che avrebbe dichiarato: «È una semplice canzone in dodici battute che segue tutti i normali canoni delle canzoni in dodici battute, tranne il fatto che è spensierata!».

### Get Back
Fu Paul McCartney a comporre questo pezzo rock che nasceva originariamente nelle intenzioni dell'autore come una satira nei confronti del razzismo verso gli africani e gli asiatici che popolavano il Regno Unito. Considerata la delicata situazione che si era venuta a creare con l'ingresso di migliaia di asiatici e la conseguente predicazione del partito neonazista del Fronte Nazionale e le posizioni apertamente reazionarie del deputato conservatore Enoch Powell, le parole non opportunamente calibrate da Paul rischiavano di essere benzina sul fuoco risultando facilmente fonte di fraintendimento, tanto da far ipotizzare a qualche commentatore un “periodo razzista” che avrebbe venato il gruppo. Paul smentì questa interpretazione, anche se versi come ”Don't dig no Pakistanis taking all the people's job, get back to where you once belonged” (“Non mi vanno giù i pachistani che vengono a rubare il lavoro alla gente, tornatevene a casa vostra”) potevano comprensibilmente indurre in errore, con il pericolo di essere esplosive in quel contesto sociale. Perciò il testo venne radicalmente stravolto, divenendo l'innocuo accenno a Jojo, un americano dell'Arizona, e alla dolce Loretta Martin, scopertasi improvvisamente un uomo.
Su tutta questa vicenda resta la testimonianza di John Lennon secondo il quale, ogni volta che Paul cantava il verso-guida ”Get back to where you once belonged”, rivolgeva lo sguardo alla onnipresente Yoko Ono. Non è ben chiaro a cosa volesse alludere John, né se il fatto fosse vero o se si trattasse dell'immaginazione rancorosa di Lennon nei confronti dell'amico-rivale. Paul, a propria difesa, sostenne: «Se c'era un gruppo che non era razzista erano i Beatles: tutti i nostri musicisti preferiti erano di colore».
Le versioni del singolo e dell'album evidenziano qualche diversità. Il singolo ha un mixaggio più rifinito e ha interessanti effetti eco dei quali la versione per l'album è priva; e mentre il singolo si chiude con un deciso Ringo che dà l'attacco per il finale, la versione per l'album si apre con l'irriverente scherzo (assente nel singolo) di John che canticchia ”Sweet Loretta Fart she thought she was a cleaner but she was a frying pan” (“La dolce Loretta Scoreggia credeva di essere una pulitrice, invece era una padella”) e si conclude insolitamente sulla sottodominante, il che dà al pezzo un senso di incompiutezza.

## Tracce
Lato A
Testi e musiche di Lennon-McCartney, eccetto dove indicato.
1. Two of Us – 3:37
2. Dig a Pony – 3:55
3. Across the Universe – 3:48
4. I Me Mine – 2:26 (Harrison)
5. Dig It – 0:50 (Lennon-McCartney-Harrison-Starkey)
6. Let It Be – 4:03
7. Maggie Mae – 0:40 (Trad. arr. Lennon-McCartney-Harrison-Starkey)

Durata totale: 19:19
Lato B
Testi e musiche di Lennon-McCartney, eccetto dove indicato.
1. I've Got a Feeling – 3:38
2. One After 909 – 2:54
3. The Long and Winding Road – 3:38
4. For You Blue – 2:32 (Harrison)
5. Get Back – 3:09

Durata totale: 15:51

### 2021 50th Anniversary Box Set (tracce bonus)
CD 2 - Get Back – Apple Sessions
1. Morning Camera / Two of Us (Speech / Take 4) – 3:42
2. Maggie Mae / Fancy My Chances with You – 0:58 (Traditional / Lennon–McCartney)
3. Can You Dig It? – 2:02
4. I Don't Know Why I'm Moaning (Speech) – 1:22
5. For You Blue (Take 4) – 2:52 (Harrison)
6. Let It Be / Please Please Me / Let It Be (Take 10) – 4:32
7. I've Got a Feeling (Take 10)
8. Dig a Pony (Take 14) – 4:01
9. Get Back (Take 19) – 3:57
10. Like Making an Album? (Speech) – 0:42
11. One After 909 (Take 3) – 3:27
12. Don't Let Me Down (First Rooftop Performance) – 3:28
13. The Long and Winding Road (Take 19) – 3:47
14. Wake Up Little Susie / I Me Mine (Take 11) – 2:15 (Felice and Boudleaux Bryant / Harrison)

Durata totale: 37:05
CD 3 - Get Back – Rehearsals and Apple Jams
1. On the Day Shift Now / All Things Must Pass (Speech / Rehearsals) – 4:22 (Harrison)
2. Concentrate on the Sound – 1:07
3. Gimme Some Truth (Rehearsals) – 1:19 (Lennon)
4. I Me Mine (Rehearsals) – 1:35 (Harrison)
5. She Came In Through the Bathroom Window (Rehearsals) – 2:50
6. Polythene Pam (Rehearsals) – 1:19
7. Octopus's Garden – 1:50 (Starkey)
8. Oh! Darling (Jam) – 5:19
9. Get Back (Take 8) – 3:52
10. The Walk (Jam) – 0:55 (Jimmy McCracklin, Bob Garlic)
11. Without a Song (Jam – Billy Preston con John e Ringo) – 2:00 (Vincent Youmans, Billy Rose, Edward Eliscu)
12. Something (Rehearsals) – 1:24 (Harrison)
13. Let It Be (Take 28) – 4:42

Durata totale: 32:34
CD 4 - Get Back LP – Glyn Johns 1969 Mix
1. One After 909 – 3:06
2. I'm Ready (Rocker) / Save the Last Dance for Me / Don't Let Me Down (Medley) – 1:56 (Fats Domino, Al Lewis, Sylvester Bradford / Doc Pomus, Mort Shuman / Lennon–McCartney)
3. Don't Let Me Down – 4:05
4. Dig a Pony – 4:13
5. I've Got a Feeling – 2:53
6. Get Back – 3:13
7. For You Blue – 2:53 (Harrison)
8. Teddy Boy – 3:41 (McCartney)
9. Two of Us – 3:29
10. Maggie Mae – 0:38 (Traditional)
11. Dig It – 4:09 (Lennon, McCartney, Harrison, Starkey)
12. Let It Be – 4:09
13. The Long And Winding Road – 3:39
14. Get Back (Reprise) – 0:40

Durata totale: 42:44
CD 5 - Let It Be EP
1. Across The Universe (Unreleased Glyn Johns 1970 Mix) – 3:31
2. I Me Mine (Unreleased Glyn Johns 1970 Mix) – 1:45 (Harrison)
3. Don't Let Me Down (New Mix of Original Single Version) – 4:08
4. Let It Be (New Mix of Original Single Version) – 3:52

Durata totale: 13:16

## Formazione
The Beatles
- John Lennon - voce, chitarra ritmica, armonie vocali, cori; chitarra acustica in Two of Us e in Across the Universe, basso in Let It Be e The Long and Winding Road, chitarra solista in Get Back
- Paul McCartney - voce, basso, pianoforte, armonie vocali, cori; chitarra acustica in Two of Us, organo Hammond e pianoforte elettrico in I Me Mine, maracas in Let It Be
- George Harrison - chitarra solista, voce, armonie vocali, cori; chitarra acustica in For You Blue
- Ringo Starr - batteria e percussioni

Altri musicisti
- Billy Preston - pianoforte elettrico e organo Hammond
- George Martin - maracas in Dig It
- Linda McCartney - cori in Let It Be
- Orchestra di 35 elementi in The Long and Winding Road
- Coro di 14 elementi in The Long and Winding Road
- Sezione di fiati e violoncelli